# الهم، کنت
الهم (به انگلیسی: Elham) یک روستا و محله مدنی در بریتانیا است که در Folkestone and Hythe واقع شده‌است. الهم ۱٬۵۰۹ نفر جمعیت دارد.